# Nová Ves (Brno-vidéki járás)
Nová Ves település Csehországban, a Brno-vidéki járásban. Nová Ves Senorady, Biskoupky, Čučice, Ivančice és Oslavany településekkel határos. Lakosainak száma 848 fő (2024. január 1.).

## Népesség
A település lakosságának változását az alábbi diagram mutatja:
| Lakosok száma | 556  | 684  | 793  | 884  | 737  | 752  | 772  | 809  | 788  | 848  |
|               | 1869 | 1900 | 1921 | 1961 | 1980 | 2011 | 2016 | 2019 | 2021 | 2024 |